# Lucihormetica subcincta
Lucihormetica subcincta es una especie de insecto blatodeo de la familia Blaberidae, subfamilia Blaberinae.

## Distribución geográfica
Se pueden encontrar en Colombia.

## Sinónimo
- Brachycola subcincta Walker, 1868.